# Police United FC (Belice)
Policía unida es un equipo de fútbol de Belice que actualmente compite en la Liga Premier de Belice.
El equipo juega en Belmopán.  Su estadio se llama Isidoro Beaton. El nombre del club se debe a que parte del equipo está compuesto de agentes policiales de Belice.

## Palmarés

### Títulos nacionales
- Liga Premier de Belice: (2)

2012-13 (C), 2015-16 (A)